# Inspiral Carpets
Inspiral Carpets is een alternatieve-rockgroep uit Oldham in Greater Manchester, die in 1983 werd gevormd door Graham Lambert en Stephen Holt. Hun sound is vooral gebaseerd op psychedelische keyboards en gitaren.
De naam van de band is een verwijzing naar een lokale kledingwinkel. 
De band bestond in eerste instantie tot 1995, maar werd in 2003 opnieuw opgericht.

## Discografie

### Albums
- Life (1990)
- The Beast Inside (1991)
- Revenge of the Goldfish (1992)
- Devil Hopping (1994)
- Inspiral Carpets (2014)

## Trivia
Noel Gallagher van Oasis ontmoette voor zijn doorbraak de gitarist van Inspiral Carpets tijdens een concert van The Stone Roses. Hij heeft toen een auditie gedaan als zanger voor die band maar heeft het niet gehaald. Hij heeft twee jaar als roadie gewerkt voor de Carpets.
Drummer Craig Gill pleegde in mei 2017 zelfmoord. Dat deed hij volgens zijn weduwe omdat hij al twintig jaar leed aan tinnitus. De overblijvende bandleden vroegen in een gezamenlijk statement meer aandacht voor deze problematiek.